# Municipio de Amatitlán
Municipio de Amatitlán är en kommun i Guatemala.   Den ligger i departementet Guatemala, i den södra delen av landet, 21 km sydväst om huvudstaden Guatemala City. Municipio de Amatitlán ligger vid sjön Lago de Amatitlán.